# Papežská univerzita Antonianum
Papežská univerzita Antonianum je vzdělávací a vědecká instituce vedená řádem menších bratří františkánů, která sídlí v Římě na Via Merulana. 

## Historie
Vytvoření univerzity bylo podporováno řádem menších bratří a začalo se formovat již v roce 1887 díky práci generálního ministra Bernardina dal Vaga z Portogruaro, který chtěl vytvořit „generální studium“ pro řád. Poté, co papež Lev XIII. požehnal sídlo postavené v Lateránu, byl 20. listopadu 1890 zahájen provoz „Collegium S. Antonii Patavini in Urbe“.
Dne 17. května 1933 papež Pius XI. oficiálně vyhlásil dekretem založení Athenaeum Antonianum de Urbe, které poskytovalo kvalifikaci pro udělování bakalářských, licenciátských a doktorských titulů. Dne 14. června 1938 udělil papež Pius XI. titul „Papežské Athenaeum“ a 15. srpna 1938 schválil jeho stanovy. Dne 11. ledna 2005 udělil papež Jan Pavel II. titul „Papežská univerzita“ a nové stanovy byly schváleny 4. října 2008 Kongregací pro katolickou výchovu a vyhlášeny 16. dubna 2009.
Svátek univerzity a velkého kancléře se slaví 16. ledna, v den výročí prohlášení svatého Antonína učitelem církve apoštolským listem Exulta, Lusitana felix papežem Piem XII., který toto datum zvolil na památku františkánských protonotářů, jejichž svědectví bylo důvodem prohlášení paduánského řeholníka Antonína za svatého. 

## Struktura

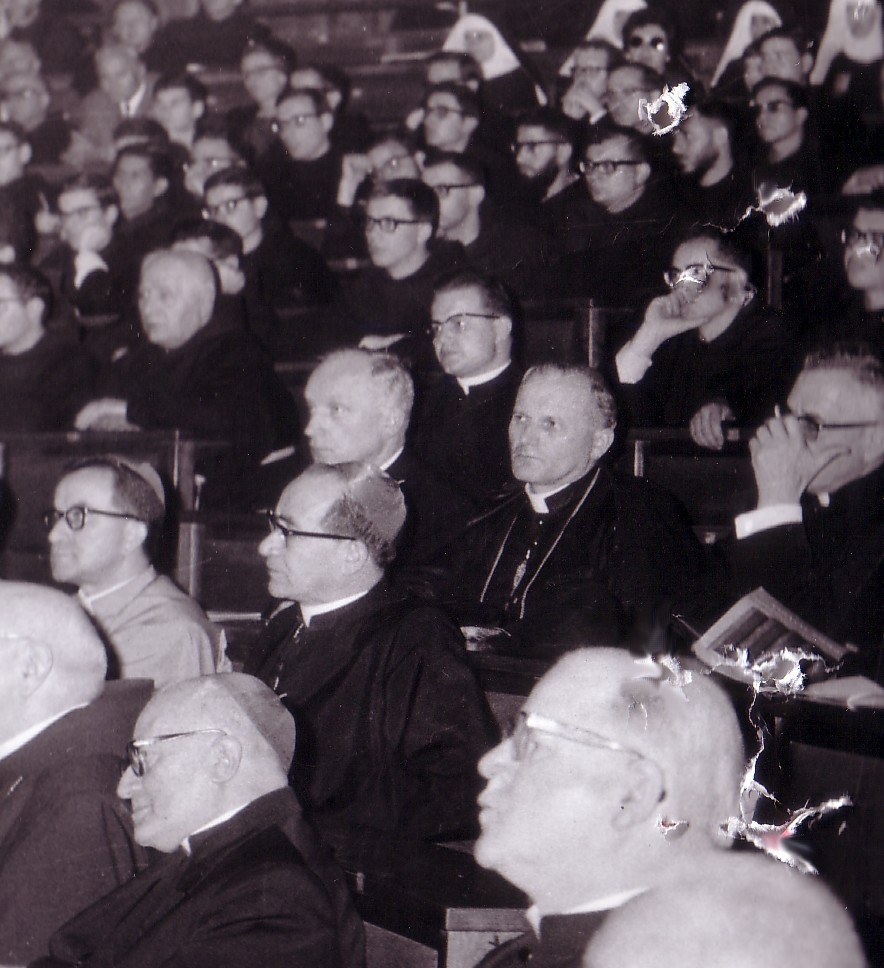
Kardinál Karol Wojtyła v aule Antonianum na kongresu Papežské mezinárodní mariánské akademie v roce 1975

Univerzita je rozdělena na čtyři fakulty:
- Kanonické právo
- Filozofie
- Biblické vědy a archeologie (sídlo Studium Biblicum Franciscanum v Jeruzalémě)
- Teologie

### Ústavy
Na Antonianum jsou závislé i další instituty:
- Vyšší škola středověkých a františkánských studií
- Vyšší institut náboženských věd „Redemptor Hominis“
- Františkánský institut spirituality
- Institut ekumenických studií „San Bernardino“
- Teologický institut v Murcii

### Knihovna
Knihovna Antonianum, ústřední knihovna řádu menších bratří, má více než pět set tisíc svazků. Dnešní areál, který začal fungovat na svátek svatého Antonína 13. června 1947, byl slavnostně otevřen 4. května 1957.
Jsou zde významné sbírky: Sinica Franciscana; Gino Concetti, Mario Mondello, Pietro Chiminelli, Nello Casalini a Sante Sciubba, týkající se aktuálních témat a náboženské kultury; Penitenzieri lateranensi, která shromažďuje texty ze 17. a 18. století; Carlo Balić a Pontificia accademia mariana internazionale; C.I.L. - Centro Italiano di Lullismo.
Dále se zde nachází 253 rukopisů, z nichž přibližně 60 pochází ze středověku, zbytek je novodobý, z období od 16. do 20. století; antikvariátní sbírku tvoří sto vydání ze 16. století. 

## Nakladatelství
Nakladatelství Edizioni Antonianum vydává čtyři řady, a to:
- Bibliotheca a Bibliotheca-Manualia, které shromažďují díla, jako jsou sborníky, příručky a gratulatory miscellanies
- Medioevo, podporovaná Vyšší školou středověkých a františkánských studií
- Spicilegium, věnované výzkumu profesorů Papežské univerzity Antonianum
- Studia antoniana, vyhrazené pro disertační práce doktorandů Papežské univerzity Antonianum

## Časopis
Časopis vydávaný univerzitou je čtvrtletník „Antonianum“ založený v roce 1926. Příspěvky – psané ve francouzštině, angličtině, italštině, latině, španělštině a němčině - se týkají kanonického práva, exegeze, filozofie, humanitních věd, středověkých a františkánských studií, morálních dějin, pastorace, církevních dějin, spirituality, teologie a dogmatické teologie. 

## Erb
Uprostřed je kniha, symbol moudrosti, nad níž se klene oheň lásky; oba symboly se vyskytují v ikonografii Antonína Paduánského, učitele církve, světce, po němž je univerzita pojmenována. Ilustrují motto univerzity: In doctrina et sanctitate.
Vlevo je papežský erb (bez diadému nahoře), tj. zkřížené klíče – decussate – z jejichž rukojetí visí dvě šňůry s mašlemi. Klíče se zařízením nahoře, obrácené vpravo a vlevo, jsou oficiální insignie Svatého stolce. Přístroje jsou nahoře, tj. směrem k nebi, a rukojeti dole, tj. v rukou Kristova náměstka. Šňůra se střapci, která spojuje rukojeti, odkazuje na moc rozvazovat a svazovat.
Vpravo je františkánský erb neboli „konformita“, v němž se objevuje paže Krista zkřížená s hnědou rukou svatého Františka, na obou rukou jsou stigmata, která ukazují nerozlučnou smlouvu mezi svatým Františkem a Spasitelem, přičemž jediný hřeb spojuje obě ruce, aby vizuálně potvrdil příslušnost Papežské univerzity Antonianum k řádu menších bratří.
Celek uzavírají dvě vavřínové ratolesti, které erb obklopují zespodu.

## Rektoři
- 1933–1936   Bertrando Kurtscheid
- 1936–1943    Ferdinando Antonelli
- 1943–1947    Adolfo Ledwolorz
- 1947–1953    Carlo Balić
- 1953–1959    Ferdinando Antonelli
- 1959–1966    Damiano Van den Eynde
- 1966–1969    Agostino Amore
- 1969–1975    Roberto Zavalloni
- 1975–1978    Umberto Betti
- 1978–1984    Gerardo Cardaropoli
- 1984–1987    Tommaso Larrañaga
- 1987–1993    Martino Conti
- 1993–1999    José Antonio Merino Abad
- 1999–2005    Marco Nobile
- 2005–2011    Johannes-Baptist Freyer
- 2011–2014    Priamo Etzi
- 2014–2019    Maria Domenica Melone
- od 2020    Agustín Hernández Vidales[5]

## Velcí kancléři
- 1927–1933    Bonaventura Marrani
- 1933–1944    Leonardo Bello
- 1944–1945    Policarp Schmoll
- 1945–1946    Valentin Schaaf
- 1947–1952    Pacifico Perantoni
- 1952–1965    Agostino Sepinski
- 1965–1979    Constantin Koser
- 1979–1991    John Vaughn
- 1991–1997    Hermann Schalück
- 1997–2003    Giacomo Bini
- 2003–2013    José Rodríguez Carballo
- 2013–2021    Michael Anthony Perry
- od 2021   Massimo Fusarelli

## Vice-velcí kancléři
- 2004–2009    Francesco Bravi
- 2009–2013    Michael Anthony Perry
- od 2013    Julio César Bunader